# Dämbaträsk
Dämbaträsk är en sjö i Gotlands kommun på Gotland och ingår i Gothemån-Snoderåns kustområde. Sjön har en area på 0,372 kvadratkilometer och ligger 2 meter över havet. Vid provfiske har bland annat abborre, gädda, mört och sarv fångats i sjön.

## Delavrinningsområde
Dämbaträsk ingår i det delavrinningsområde (642254-169677) som SMHI kallar för Rinner till Fårö sö kustvatten. Avrinningsområdets medelhöjd är 10 meter över havet och ytan är 17,5 kvadratkilometer. Det finns inga delavrinningsområden uppströms utan avrinningsområdet är högsta punkten. Delavrinningsområdets utflöde mynnar i havet, utan att ha någon enskild mynningsplats.

## Fisk
Vid provfiske har följande fisk fångats i sjön:
- Abborre
- Gädda
- Mört
- Sarv
- Sutare